# Lev!
Lev! är ett 170 meter långt glaskonstverk i gång- och cykeltunneln mellan Järnvägstorget i Umeå centrum och stadsdelen Haga – officiellt kallad Stationstunneln, men mer informellt kallad Lev-tunneln eller "Sara Lidmans tankegång". Verket, skapat av konstnärsduon FA+ (Ingrid Falk och Gustavo Aguerre), invigdes 17 november 2012 i samband med festivalen Höstljus och nyinvigningen av Umeå centralstation.

## Bakgrund

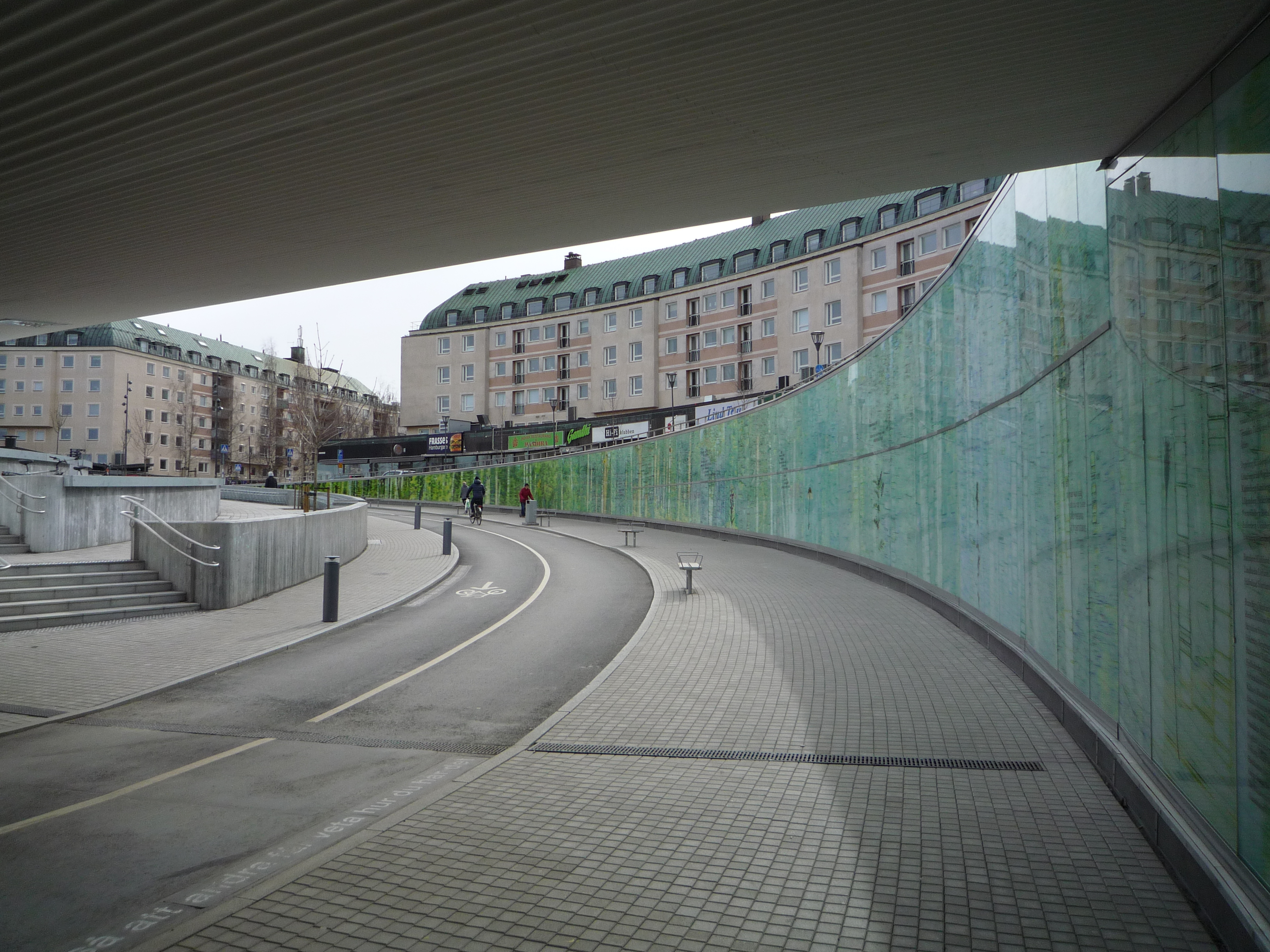
Glasväggarna inramar gång-/cykeltunneln. Uppfarten mot Järnvägstorget.

Verket beställdes av Umeå kommun, i samverkan med Trafikverket, inför invigningen av den ombyggda centralstationen, men initiativet togs av Sara Lidman-sällskapet, som inspirerats av de Strindbergscitat som satts upp på Drottninggatan i Stockholm. Sara Lidman-sällskapet föreslog att kommunen skulle göra något liknande i Umeå. Stadens konstintendent Lars Sahlin tog frågan vidare till konstnärerna bakom citatverket i Stockholm, FA+, som i samarbete med White arkitekter som ritat den nya järnvägsstationen valde att utvidga konstverket till att omfatta hela miljön i tunneln – som också tjänar som gångväg mellan perrongerna – för att erbjuda en säkrare och mer trivsam miljö.
| ”                           | Konstverket i den nya stationen skapar ett nytt stadsrum i Umeå. Konstverket smyckar inte den nya Hagatunneln utan omfamnar och ÄR den nya tunneln. | „ |
| – Konstenheten, Umeå kommun | |   |

Lev! ingår tillsammans med ett samtidigt projekt i Buenos Aires med citat av Jorge Luis Borges i konstnärernas projekt "FA+ The Universal Library". Tidigare har bland andra Strindbergs-citaten på Drottninggatan i Stockholm och Ibsen-citaten på Karl Johans gate i Oslo färdigställts.

## Konstruktion
Lev! inramar den flacka gång- och cykeltunneln som följer de intilliggande Bågenhusens krökning med en 170 meter lång glasvägg, med en sammanlagd yta på 700 kvadratmeter, vilket gör det till ett av Europas största glaskonstverk. Väggen består av 186 dubbla glasrutor, var och en med ett fotografiskt motiv (många från Sara Lidmans hemtrakt i Missenträsk), eller ett citat hämtat från något av hennes verk. Citaten har föreslagits av allmänheten, därefter har konstnärsduon FA+ och Sara Lidman-sällskapet valt ut ett 30-tal citat som ingår i verket. Ytterligare 11 citat i rostfritt stål har lagts in i asfalten på cykelbanan.

### Ljud

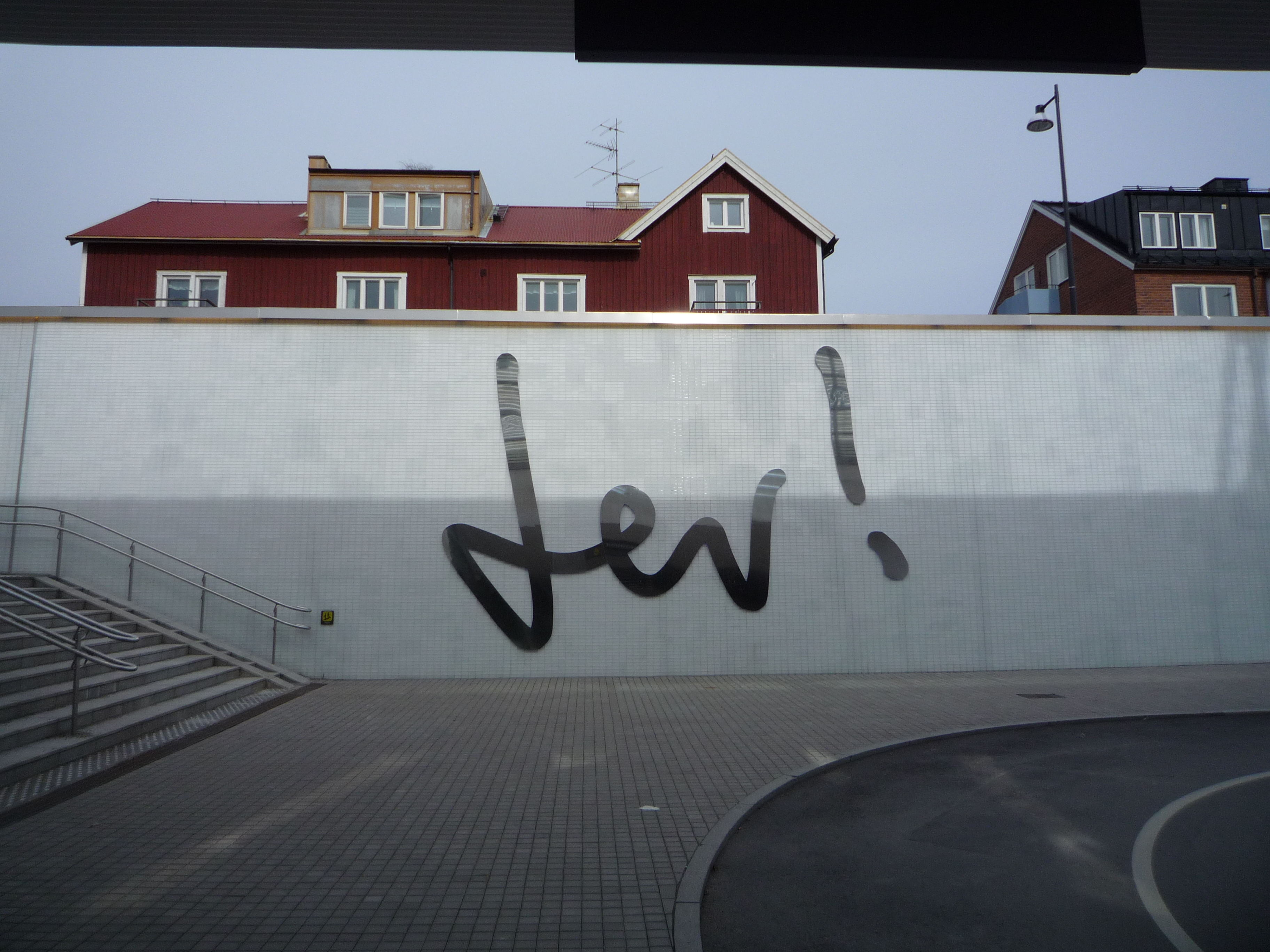
"Lev!", på väggen mot norr, på Haga-sidan.

Glasväggen är belyst bakifrån och ljudsatt i 16 kanaler, varav fyra "interaktiva" – ett tryck på en bestämd punkt på väggen (se översta bilden) sätter igång ett ljud: Sara Lidman läser en dikt, Sara Lidman talar om Vietnam, Sydafrika och så vidare – medan andra kanaler förmedlar fågelkvitter. 
Bakom den ursprungliga ljudkomposition står Per Erik Rylander. Sommaren 2014 invigdes nya permanenta ljudkompositioner av tonsättaren Lisa Stenberg.

### Verkets titel
Namnet Lev! är hämtat från ett ord Sara Lidman ofta lade till när hon signerade böcker, som en uppmaning att ta itu med livet. Pikturen syns i monumental storlek i form av en blankpolerad metallskylt i norra delen av tunneln. Samma piktur återkommer på en underifrån belyst sittbänk bredvid stationshuset.

## Omdömen

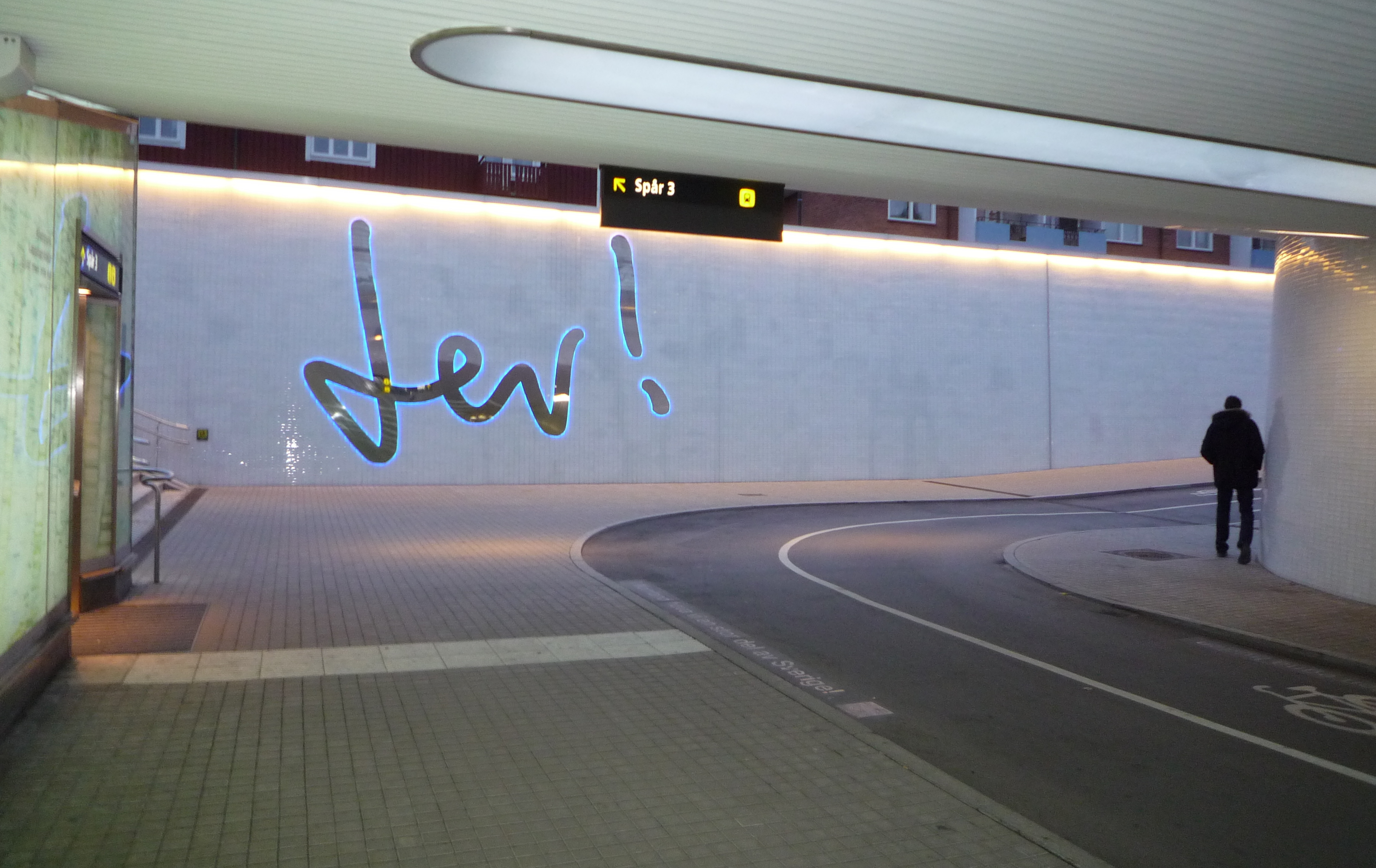
Utomhuskonstverket "Lev!", norra väggen, kvällstid.

Dagen före invigningen reagerade Hans Lindberg (s), ledamot i kommunstyrelsen i Umeå, på ett av Sara Lidman-citaten: "Skriv något på väggen så att andra får veta hur du har det" och såg till att citatet tejpades över. Lindberg försvarade beslutet i P4 Västerbotten med att "Det är två aspekter i det här som kan provocera till klotter, det är ju att man inte förstår, och vi har ju de i vårt samhälle som har ett begåvningshandikapp som kanske inte gör den konstnärliga kopplingen till att man inte ska skriva någonting på just väggarna som vi har där nere i tunneln". Detta väckte kritik. Övertejpningen togs dock bort före invigningen.
Tunneln – inklusive  konstverket – erhöll 2014 Övre Norrlands arkitekturpris för en "föredömligt utformad gång- och cykelpassage".